# Lijst van landen in 1865
Hieronder volgt een lijst van landen van de wereld in 1865.

## Uitleg
- Alle de facto onafhankelijke staten zonder ruime internationale erkenning zijn weergegeven onder het kopje Niet algemeen erkende landen.
- De afhankelijke gebieden, dat wil zeggen gebieden die niet worden gezien als een integraal onderdeel van de staat waar ze afhankelijk van zijn, zijn weergegeven onder het kopje Niet-onafhankelijke gebieden. Vazalstaten zijn hierbij inbegrepen.
- Autonome gebieden, bezette gebieden en micronaties zijn niet op deze pagina weergegeven.

## Staatkundige veranderingen in 1865
- 2 januari: einde van het Franse protectoraat over het koninkrijk Porto-Novo.
- 6 maart: het koninkrijk Cayor gaat bij de Franse kolonie Senegal horen.
- 8 mei: het koninkrijk Bau, het koninkrijk Cakaudrove, het koninkrijk Lakeba, het koninkrijk Macuata en het koninkrijk Rewa gaan op in  de Confederatie van Onafhankelijke Koninkrijken van Viti.
- 10 mei: einde van de Geconfedereerde Staten van Amerika.
- Juni: uitroeping van het koninkrijk Redonda.
- 16 augustus: Spanje erkent de onafhankelijkheid van de Dominicaanse Republiek (voorheen de kapiteinsgeneraliteit Santo Domingo).
- 20 augustus: het hertogdom Sleeswijk en hertogdom Saksen-Lauenburg komen toe aan Pruisen en het hertogdom Holstein komt toe aan Oostenrijk.
- 27 september: einde van de onafhankelijkheid van het sultanaat Asahan. Het wordt een onderdeel van Nederlands-Indië.
- 26 oktober: de staat Honduras wordt de republiek Honduras.
- Circa 1865: einde van een apart bestuur op Pemba (behorend bij het Sultanaat Zanzibar).
- Het Sultanaat Serdang komt onder Nederlandse invloed te staan.
- Opheffing van het Kanaat Urmia.

## Onafhankelijke landen

### A
| Korte landsnaam (Nederlands) | Lange landsnaam (Nederlands)                       | Korte landsnaam (oorspronkelijke taal/talen) |
| ---------------------------- | -------------------------------------------------- | -------------------------------------------- |
| Abemama                      | Koninkrijk Abemama                                 | Kiribatisch: Abemama                         |
| Abeokuta                     | Koninkrijk Abeokuta (ook wel: Egbaland)            | Yoruba: Abeokuta                             |
| Aboh                         | Koninkrijk Aboh                                    | Yoruba: Obodo Eze                            |
| Abuja                        | Emiraat Abuja                                      | Hausa: Abuja                                 |
| Adrar                        | Emiraat Adrar                                      | Arabisch: Adrar / ولاية آدرار                |
| Afghanistan                  | Emiraat Afghanistan (ook wel: Kabulistan)          | Dari en Pasjtoe: Afġānistān / افغانستان      |
| Agadez                       | Sultanaat Agadez (ook wel: Sultanaat Aïr)          | Arabisch: Toeareg:                           |
| Agwe                         | Koninkrijk Agwe                                    | Ewe: Agwe                                    |
| Akwa Akpa                    | Koninkrijk Akwa Akpa (ook wel: Duke Town)          | Efik: Akwa Akpa                              |
| Akyem                        | Confederatie van Akyem-staten                      | Twi: Akyem                                   |
| Alo                          | Alo (ook wel: Koninkrijk Tu'a / Koninkrijk Futuna) | Futunisch: Tu'a                              |
| Amarro                       | Koninkrijk Amarro (ook wel: Amaro)                 | Sidamo: Amarro                               |
| Andorra                      | Vorstendom Andorra                                 | Catalaans, Frans en Spaans: Andorra          |
| Angoche                      | Sultanaat Angoche                                  | Koti: Angoche                                |
| Anhalt                       | Hertogdom Anhalt                                   | Duits: Anhalt                                |
| Anziku                       | Koninkrijk Anziku (ook wel: Teke / Tio / Tyo)      |                                              |
| Ankole                       | Koninkrijk Ankole (ook wel: Nkore)                 | Nkore: Nkore                                 |
| Argentinië                   | Republiek Argentinië                               | Spaans: Argentina                            |
| Aro                          | Confederatie van de Aro                            | Igbo: Omu Aro                                |
| Asahan (tot 27 september)    | Sultanaat Asahan                                   | Maleis: Asahan                               |
| Ashanti                      | Koninkrijk Ashanti                                 | Akan: Asanteman                              |
| Atjeh                        | Sultanaat Atjeh                                    | Atjehs: Acèh                                 |
| Awsa                         | Afar Sultanaat Awsa                                | Afar: Awsa Arabisch: سلطنة عفر               |

### B
| Korte landsnaam (Nederlands) | Lange landsnaam (Nederlands)                         | Korte landsnaam (oorspronkelijke taal/talen) |
| ---------------------------- | ---------------------------------------------------- | -------------------------------------------- |
| Bade                         | Emiraat Bade (ook wel: Emiraat Bedde / Emiraat Bede) | Bade: Bade                                   |
| Baden                        | Groothertogdom Baden                                 | Duits: Baden                                 |
| Bajini                       | Sultanaat Bajini (ook wel: Badgini)                  | Comorees: Bajini                             |
| Bambao                       | Sultanaat Bambao                                     | Comorees: Bambao                             |
| Bamum                        | Koninkrijk Bamum (ook wel: Bamoun)                   | Mbum: Bamum                                  |
| Baol                         | Koninkrijk Baol (ook wel: Bawol)                     | Wolof: Bawol                                 |
| Bara                         | Bara (ook wel: Ibara / Zafimanely / Zafimaniry)      | Bara-Malagasi:                               |
| Barotseland                  | Koninkrijk Barotseland (ook wel: Koninkrijk Bulozi)  | Lozi: Bulozi                                 |
| Bau (tot 8 mei)              | Koninkrijk Bau                                       |                                              |
| Bawlake                      | Bawlake                                              | Kayah:                                       |
| Beieren                      | Koninkrijk Beieren                                   | Duits: Bayern                                |
| België                       | Koninkrijk België                                    | Frans: Belgique Nederlands: België           |
| Benin                        | Koninkrijk Benin                                     | Edo: Edo                                     |
| Bhutan                       | Bhutan                                               | Dzongkha: Druk Yul / འབྲུག་ཡུལ་                 |
| Birma                        | Koninkrijk Birma (Konbaung-dynastie)                 | Birmaans: Bama /                             |
| Biu                          | Koninkrijk Biu                                       | Bura-Pabir: Biu                              |
| Boechara                     | Emiraat Boechara (ook wel: Bukhara / Buchara)        | Oezbeeks: Buxoro / Бухоро Tadzjieks: Бухоро  |
| Boeganda                     | Koninkrijk Boeganda                                  | Luganda: Buganda                             |
| Bolivia                      | Republiek Bolivia                                    | Spaans: Bolivia                              |
| Bompey                       | Koninkrijk Bompey (ook wel: Bumpe)                   | Sherbro: Bumpe                               |
| Bonaku                       | Koninkrijk Bonaku (ook wel: Akwa)                    | Douala: Bonaku                               |
| Bonanjo                      | Koninkrijk Bonanjo                                   | Douala: Bonanjo                              |
| Bonebela                     | Koninkrijk Bonebela (ook wel: Bonebele)              | Douala: Bonebela                             |
| Bondu                        | Bondu                                                | Fula: Bundu Mandinka:                        |
| Bono                         | Koninkrijk Bono (ook wel: Bono-Tekyiman)             | Abron: Bonoman                               |
| Bora Bora                    | Koninkrijk Bora Bora                                 | Tahitiaans: Porapora                         |
| Borgoe                       | Confederatie van Borgoekoninkrijken                  | Bariba: Borgu                                |
| Bornu                        | Koninkrijk Bornu                                     | Kanuri: Bornu                                |
| Brakna                       | Emiraat Brakna                                       | Arabisch: Brakna / ولاية البراكنة            |
| Brazilië                     | Keizerrijk Brazilië                                  | Portugees: Brasil                            |
| Bremen                       | Vrije Hanzestad Bremen                               | Duits: Bremen                                |
| Brunei                       | Staat Brunei                                         | Maleis: Brunei / بروني                       |
| Brunswijk                    | Hertogdom Brunswijk                                  | Duits: Braunschweig                          |
| Bua (tot 8 mei)              | Koninkrijk Bua                                       |                                              |
| Bunut                        | Bunut                                                | Bunut                                        |
| Bunyoro-Kitara               | Koninkrijk Bunyoro-Kitara                            | Nyoro: Bunyoro-Kitara                        |
| Burundi                      | Koninkrijk Burundi                                   | Kirundi: Burundi                             |
| Busoga                       | Koninkrijk Busoga                                    | Lusoga: Busoga                               |

### C
| Korte landsnaam (Nederlands) | Lange landsnaam (Nederlands)    | Korte landsnaam (oorspronkelijke taal/talen)                     |
| ---------------------------- | ------------------------------- | ---------------------------------------------------------------- |
| Cayor (tot 6 maart)          | Koninkrijk Cayor                | Wolof: Kajoor                                                    |
| Chili                        | Republiek Chili                 | Spaans: Chile                                                    |
| China                        | Keizerrijk van de Grote Qing    | Mandarijn: Mandarijn: Zhongguo / 中國 Mantsjoe: Dulimbai Gurun / |
| Chinko                       | Bandia Koninkrijk aan de Chinko | Zande:                                                           |
| Chitral                      | Chitral                         | Khowar: Chitral                                                  |
| Colombia                     | Verenigde Staten van Colombia   | Spaans: Colombia                                                 |
| Costa Rica                   | Republiek Costa Rica            | Spaans: Costa Rica                                               |

### D
| Korte landsnaam (Nederlands)               | Lange landsnaam (Nederlands)               | Korte landsnaam (oorspronkelijke taal/talen) |
| ------------------------------------------ | ------------------------------------------ | -------------------------------------------- |
| Dahomey                                    | Koninkrijk Dahomey                         | Fon: Danhome / Danxome                       |
| Damagaram                                  | Sultanaat Damagaram                        | Hausa: Damagaram                             |
| Dar al-Kuti                                | Sultanaat Dar al-Kuti                      | Aiki:                                        |
| Dar Runga                                  | Sultanaat Dar Runga                        | Aiki:                                        |
| Darfur                                     | Sultanaat Darfur                           | Fur: Darfur                                  |
| Daura                                      | Daura                                      | Hausa: Daura                                 |
| Dauro                                      | Koninkrijk Dauro                           | Kaffa: Dauro                                 |
| Darvaz                                     | Darvaz (ook wel: Darwaz / Darvoz / Darwoz) | Perzisch: Darvāz / درواز                     |
| Dendi                                      | Koninkrijk Dendi                           | Songhai: Dendi                               |
| Denemarken                                 | Koninkrijk Denemarken                      | Deens: Danmark                               |
| Dominicaanse Republiek (vanaf 16 augustus) | Dominicaanse Republiek                     | Spaans: Republica Dominicana                 |
| Dosso                                      | Koninkrijk Dosso                           | Zarma: Doso                                  |

### E
| Korte landsnaam (Nederlands) | Lange landsnaam (Nederlands)                        | Korte landsnaam (oorspronkelijke taal/talen) |
| ---------------------------- | --------------------------------------------------- | -------------------------------------------- |
| Ecuador                      | Republiek Ecuador                                   | Spaans: Ecuador                              |
| Ethiopië                     | Keizerrijk Ethiopië (ook wel: Keizerrijk Abessinië) | Amhaars: ኢትዮጵያ / ʾĪtyōppyā                   |

### F
| Korte landsnaam (Nederlands) | Lange landsnaam (Nederlands)                    | Korte landsnaam (oorspronkelijke taal/talen) |
| ---------------------------- | ----------------------------------------------- | -------------------------------------------- |
| Fika                         | Emiraat Fika                                    | Bole: Fika                                   |
| Frankfurt                    | Vrije stad Frankfurt                            | Duits: Frankfurt                             |
| Frankrijk                    | Franse Keizerrijk                               | Frans: France                                |
| Fouta Djallon                | Imamaat Fouta Djallon (ook wel: Almamaat Timbo) | Fula: Fuuta Jallon                           |

### G
| Korte landsnaam (Nederlands) | Lange landsnaam (Nederlands)                | Korte landsnaam (oorspronkelijke taal/talen) |
| ---------------------------- | ------------------------------------------- | -------------------------------------------- |
| Garo                         | Koninkrijk Garo (ook wel: Koninkrijk Bosha) | Sidama: Garo                                 |
| Gaza                         | Koninkrijk Gaza (ook wel: Gazaland)         | Swazi: amaGaza                               |
| Geledi                       | Sultanaat Geledi                            | Arabisch: غوبرون Somalisch: Geledi           |
| Gera                         | Koninkrijk Gera                             | Afaan Oromo: Gera                            |
| Gimirra                      | Koninkrijk Gimirra                          | Yemsa: Gimirra                               |
| Gliji                        | Gliji (ook wel: Genyigba)                   | Gen:                                         |
| Gobir                        | Gobir (ook wel: Tibiri / Tshibiri)          | Hausa: Gobir                                 |
| Gomma                        | Koninkrijk Gomma                            | Afaan Oromo: Goma                            |
| Griekenland                  | Koninkrijk Griekenland                      | Grieks: 'Ellas / 'Ελλας                      |
| Guatemala                    | Republiek Guatemala                         | Spaans: Guatemala                            |
| Gumel                        | Emiraat Gumel                               | Hausa: Gumel                                 |
| Gumma                        | Koninkrijk Gumma                            | Afaan Oromo: Gumma                           |

### H
| Korte landsnaam (Nederlands) | Lange landsnaam (Nederlands)                                          | Korte landsnaam (oorspronkelijke taal/talen) |
| ---------------------------- | --------------------------------------------------------------------- | -------------------------------------------- |
| Haïti                        | Republiek Haïti                                                       | Spaans: Haïti Haïtiaans-Creools: Ayiti       |
| Hamahame                     | Sultanaat Hamahame                                                    | Comorees: Hamahame                           |
| Hamamvu                      | Sultanaat Hamamvu                                                     | Comorees: Hamamvu                            |
| Hamburg                      | Vrije en Hanzestad Hamburg                                            | Duits: Hamburg                               |
| Hambu                        | Sultanaat Hambu                                                       | Comorees: Hambu                              |
| Hannover                     | Koninkrijk Hannover                                                   | Duits: Hannover                              |
| Harar                        | Emiraat Harar                                                         | Ge'ez: Harar / ሐረር                           |
| Hawaï                        | Koninkrijk Hawaï                                                      | Hawaïaans: Hawaii                            |
| Hessen                       | Groothertogdom Hessen en bij de Rijn (ook wel: Hessen-Darmstadt)      | Duits: Hessen                                |
| Hessen-Homburg               | Landgraafschap Hessen-Homburg                                         | Duits: Hessen-Homburg                        |
| Hessen-Kassel                | Keurvorstendom Hessen                                                 | Duits: Kurhessen                             |
| Honduras                     | Staat Honduras (tot 26 oktober) Republiek Honduras (vanaf 26 oktober) | Spaans: Honduras                             |
| Huahine                      | Koninkrijk Huahine                                                    | Tahitiaans: Huahine                          |

### I
| Korte landsnaam (Nederlands) | Lange landsnaam (Nederlands)                                            | Korte landsnaam (oorspronkelijke taal/talen) |
| ---------------------------- | ----------------------------------------------------------------------- | -------------------------------------------- |
| Ibadan                       | Ibadan                                                                  | Yoruba: Ibadan                               |
| Idoani                       | Confederatie van Idoani                                                 | Yoruba: Idoani                               |
| Igala                        | Koninkrijk Igala (ook wel: Koninkrijk Idah)                             | Igala: Igala                                 |
| Igara                        | Koninkrijk Igara                                                        | Hororo: Igara                                |
| Ijebu                        | Koninkrijk Ijebu (ook wel: Koninkrijk Jebu)                             | Yoruba: Ijebu                                |
| Ijesha                       | Ijesha (ook wel: Ijesa / Ilesha / Ilesa)                                | Yoruba: Ìjẹ̀ṣà                                |
| Ilé-Ifè                      | Koninkrijk Ilé-Ifè                                                      | Yoruba: Ilé—Ifẹ̀                              |
| Imerina                      | Koninkrijk Imerina (ook wel: Koninkrijk Merina / Koninkrijk Madagaskar) | Plateaumalagasi: Imerina                     |
| Isedo                        | Koninkrijk Isedo                                                        | Yoruba: Ìsẹ̀dó                                |
| Italië                       | Koninkrijk Italië                                                       | Italiaans: Italia                            |
| Itsandra                     | Sultanaat Itsandra                                                      | Comorees: Itsandra                           |
| Iwo                          | Koninkrijk Iwo                                                          | Yoruba: Iwo                                  |

### J
| Korte landsnaam (Nederlands) | Lange landsnaam (Nederlands) | Korte landsnaam (oorspronkelijke taal/talen) |
| ---------------------------- | ---------------------------- | -------------------------------------------- |
| Japan                        | Tokugawa-shogunaat           | Japans: Nippon / 日本                        |
| Jimma                        | Koninkrijk Jimma             | Ometo: Jima 'Abar Jifar                      |
| Johor                        | Sultanaat Johor              | Johormaleis: Johor                           |
| Jolof                        | Koninkrijk Jolof             | Wolof: Jolof                                 |
| Joseon                       | Koninkrijk Groot Joseon      | Koreaans: Chosŏn / 대조선국                  |

### K
| Korte landsnaam (Nederlands) | Lange landsnaam (Nederlands)                                     | Korte landsnaam (oorspronkelijke taal/talen)           |
| ---------------------------- | ---------------------------------------------------------------- | ------------------------------------------------------ |
| Kaabu                        | Koninkrijk Kaabu (ook wel: Gabu / Ngabou / N’Gabu)               | Madninka: Kaabu                                        |
| Kabasarana                   | Kabasarana                                                       |                                                        |
| Kaffa                        | Koninkrijk Kaffa                                                 | Kaffa: Kaffa                                           |
| Kajara                       | Koninkrijk Kajara                                                | Hororo: Kajara                                         |
| Kalabari                     | Koninkrijk Kalabari                                              | Kalabari: Kalabari                                     |
| Kantarawadi                  | Kantarawadi (ook wel: Gantarawadi / Oost-Karenni)                | Birmaans: ကန္နရဝတီ Karenni: Thai: กันตรวดี                 |
| Karagwe                      | Koninkrijk Karagwe                                               | Nyambo: Karagwe                                        |
| Kasanje                      | Koninkrijk Kasanje (ook wel: Koninkrijk Jaga)                    | Kasanzi                                                |
| Kashgaria                    | Koninkrijk Kashgaria                                             | Oeigoers:                                              |
| Kazembe                      | Koninkrijk Kazembe                                               | Bemba: Kazembe                                         |
| Kel Ahaggar                  | Kel Ahaggar                                                      | Tamahaq: Kel Ahaggar                                   |
| Kénédougou                   | Koninkrijk Kénédougou                                            | Maninka: Kenedugu                                      |
| Kerkelijke Staat             | Kerkelijke Staat (ook wel: Staat van de Kerk / Pauselijke Staat) | Italiaans: Stato Pontificio Latijn: Status Pontificius |
| Ketu                         | Ketu (ook wel: Ketou)                                            | Yoruba: Ketu                                           |
| Khasso                       | Koninkrijk Khasso                                                | Fula: Xaaso                                            |
| Kitangonya                   | Sjeikdom Kitangonya                                              | Kitangonya                                             |
| Kong                         | Koninkrijk Kong (ook wel: Wattara / Ouattara)                    | Dioula: Kong                                           |
| Konta                        | Koninkrijk Konta                                                 | Kaffa: Konta                                           |
| Kooki                        | Koninkrijk Kooki                                                 | Kooki                                                  |
| Koya Temne                   | Koninkrijk Koya Temne                                            | Temne: Koya-Temne                                      |
| Kpa Mende                    | Confederatie Kpa Mende                                           | Mende: Kpaa Mende                                      |
| Kuba                         | Koninkrijk Kuba (ook wel: Koninkrijk Bushongo)                   | Kuba                                                   |
| Kyebogyi                     | Kyebogyi                                                         | Kayah:                                                 |
| Kasanje                      | Koninkrijk Kasanje (ook wel: Koninkrijk Jaga)                    | Kasanzi                                                |

### L
| Korte landsnaam (Nederlands) | Lange landsnaam (Nederlands)         | Korte landsnaam (oorspronkelijke taal/talen) |
| ---------------------------- | ------------------------------------ | -------------------------------------------- |
| La Dombe                     | Sultanaat La Dombe                   | Comorees:                                    |
| Lakeba (tot 8 mei)           | Koninkrijk Lakeba                    |                                              |
| Lanao                        | Confederatie van Sultanaten in Lanao | Maranao:                                     |
| Lesotho                      | Lesotho                              | Sesotho: Lesotho                             |
| Lete                         | Lete (ook wel: Balete)               | Tswana: baLete                               |
| Liberia                      | Republiek Liberia                    | Engels: Liberia                              |
| Liechtenstein                | Vorstendom Liechtenstein             | Duits: Liechtenstein                         |
| Limburg                      | Hertogdom Limburg                    | Nederlands: Limburg                          |
| Limmu-Ennarea                | Koninkrijk Limmu-Ennarea             | Afaan Oromo: Limu-'Enarya                    |
| Lippe                        | Vorstendom Lippe                     | Duits: Lippe                                 |
| Loango                       | Koninkrijk Loango                    | Kikongo: Lwããgu                              |
| Luba                         | Koninkrijk Luba                      | Tshiluba: Luba                               |
| Lübeck                       | Vrije en Hanzestad Lübeck            | Duits: Lübeck                                |
| Lunda                        | Koninkrijk Lunda                     | Tshilunda: Lunda                             |
| Luxemburg                    | Groothertogdom Luxemburg             | Duits: Luxemburg Frans: Luxembourg           |

### M
| Korte landsnaam (Nederlands) | Lange landsnaam (Nederlands)                                      | Korte landsnaam (oorspronkelijke taal/talen) |
| ---------------------------- | ----------------------------------------------------------------- | -------------------------------------------- |
| Macuata (tot 8 mei)          | Koninkrijk Macuata                                                |                                              |
| Majeerteen                   | Sultanaat Majeerteen (ook wel: Majerteen / Harti)                 | Arabisch: ماجرتين Somalisch: Majeerteen      |
| Maradi                       | Maradi                                                            | Hausa: Maradi                                |
| Maravi                       | Koninkrijk Maravi                                                 | Nyanja:                                      |
| Marokko                      | Koninkrijk Marokko                                                | Arabisch: al-Maġrib / المغرب                 |
| Maymana                      | Khanaat Maymana (ook wel: Maimana)                                | Perzisch: Maymana / میمنه                    |
| Mbaku                        | Sultanaat Mbaku                                                   | Comorees: Mbaku                              |
| Mbude                        | Sultanaat Mbude                                                   | Comorees: M'Budé                             |
| Medri Bahri                  | Medri Bahri (ook wel: Land van de Zee)                            | Tigrinya: Medri Bahri / ምድሪ ባሕሪ              |
| Melakori                     | Koninkrijk Melakori (ook wel: Morea)                              |                                              |
| Mecklenburg-Schwerin         | Groothertogdom Mecklenburg-Schwerin                               | Duits: Mecklenburg-Schwerin                  |
| Mecklenburg-Strelitz         | Groothertogdom Mecklenburg-Strelitz                               | Duits: Mecklenburg-Strelitz                  |
| Meliau                       | Sultanaat Meliau                                                  | Meliau                                       |
| Mitsamihuli                  | Sultanaat Mitsamihuli                                             | Comorees: Mitsamihuli                        |
| Monaco                       | Vorstendom Monaco                                                 | Frans: Monaco                                |
| Montenegro                   | Vorstendom Montenegro                                             | Servisch: Crna Gora / Црна Гора              |
| Mossi-koninkrijken           | Mossi-koninkrijken                                                | More:                                        |
| Mthwakazi                    | Koninkrijk Mthwakazi (ook wel: Matabeleland / Matabelekoninkrijk) | Noord-Ndebele: amaNdbele                     |
| Muscat en Oman               | Sultanaat Muscat en Oman (ook wel: Sultanaat Oman en Masqat)      | Arabisch: Masqaṭ wa-‘Umān / مسقط وعمان       |
| Mutapa                       | Koninkrijk Mutapa (ook wel: Mwenemutapa / Karanga)                | Shona: Mutapa                                |
| Mwali                        | Sultanaat Mwali                                                   | Comorees: Mwali                              |

### N
| Korte landsnaam (Nederlands) | Lange landsnaam (Nederlands) | Korte landsnaam (oorspronkelijke taal/talen) |
| ---------------------------- | ---------------------------- | -------------------------------------------- |
| Nammekon                     | Nammekon (ook wel: Namekan)  | Birmaans: Karenni:                           |
| Nassau                       | Hertogdom Nassau             | Duits: Nassau                                |
| Naungpale                    | Naungpale                    | Birmaans: Karenni:                           |
| Ndzuwani                     | Sultanaat Ndzuwani           | Comorees: Ndzuwani                           |
| Nederland                    | Koninkrijk der Nederlanden   | Nederlands: Nederland                        |
| Negeri Sembilan              | Negeri Sembilan Darul Khusus | Maleis: Negeri Sembilan / نڬري سمبيلن        |
| Nembe                        | Koninkrijk Nembe             | Izon: Nembe                                  |
| Ngoyo                        | Koninkrijk Ngoyo             | N'Goyo                                       |
| Nicaragua                    | Republiek Nicaragua          | Spaans: Nicaragua                            |
| Ningi                        | Ningi                        | Kainji: Ningi                                |
| Niue-Fekai                   | Koninkrijk Niue-Fekai        | Niuees: Niue-Fekai                           |
| Nshenyi                      | Koninkrijk Nshenyi           | Hororo: Nshenyi                              |
| Nzakara                      | Bandia Koninkrijk Nzakara    | Nzakara: Nzakara                             |

### O
| Korte landsnaam (Nederlands)             | Lange landsnaam (Nederlands)                          | Korte landsnaam (oorspronkelijke taal/talen)                                                       |
| ---------------------------------------- | ----------------------------------------------------- | -------------------------------------------------------------------------------------------------- |
| Obioko                                   | Koninkrijk Obioko (ook wel: Creek Town / Ikotitungko) | Efik: Obioko                                                                                       |
| Obwera                                   | Koninkrijk Obwera                                     | Hororo:                                                                                            |
| Oke-Ila Orangun                          | Oke-Ila en Ila-Orangun (ook wel Ile-Yara)             | Yoruba: Òkè-Ìlá Òràngún                                                                            |
| Okrika                                   | Koninkrijk Okrika                                     | Kalabari: Okrika                                                                                   |
| Oldenburg                                | Groothertogdom Oldenburg                              | Duits: Oldenburg                                                                                   |
| Ondo                                     | Koninkrijk Ondo                                       | Yoruba: Ondo                                                                                       |
| Onitsha                                  | Koninkrijk Onitsha                                    | Igbo: Ọnịcha                                                                                       |
| Oost-Griekwaland                         | Nieuw-Griekwaland                                     | Engels: Griqualand East / New Griqualand Nederlands: Oost-Griekwaland (Afrikaans: Griekwaland-Oos) |
| Oostenrijk                               | Keizerrijk Oostenrijk                                 | Duits: Österreich                                                                                  |
| Oranje Vrijstaat                         | Oranje Vrijstaat                                      | Nederlands: Oranje-Vrystaat                                                                        |
| Orungu                                   | Koninkrijk Orungu                                     | Myene:                                                                                             |
| Osogbo                                   | Koninkrijk Osogbo (ook wel: Oshogbo)                  | Yoruba: Oṣogbo                                                                                     |
| Ottomaanse Rijk (ook wel: Osmaanse Rijk) | Sublieme Ottomaanse Staat                             | Osmaans: عثمانلى دولتى / Osmanlı Devleti                                                           |
| Ouaddaï                                  | Koninkrijk Ouaddaï (ook wel: Koninkrijk Wadai)        | Maba:                                                                                              |
| Owo                                      | Koninkrijk Owo                                        | Yoruba: Owo                                                                                        |
| Oyo                                      | Koninkrijk Oyo                                        | Yoruba: Oyo                                                                                        |

### P
| Korte landsnaam (Nederlands) | Lange landsnaam (Nederlands)  | Korte landsnaam (oorspronkelijke taal/talen) |
| ---------------------------- | ----------------------------- | -------------------------------------------- |
| Paaseiland                   | Paaseiland                    | Rapa Nui: Rapa Nui                           |
| Pahang                       | Sultanaat Pahang Darul Makmur | Maleis: Pahang / ڤهڠ                         |
| Paraguay                     | Republiek Paraguay            | Spaans: Paraguay                             |
| Pasir                        | Sultanaat Pasir               |                                              |
| Peru                         | Republiek Peru                | Spaans: Peru                                 |
| Perzië                       | Perzische Rijk                | Perzisch: Irân / ایران                       |
| Pondoland                    | Koninkrijk Pondoland          | Mpondo: amaPondo                             |
| Porto-Novo (vanaf 2 januari) | Koninkrijk Porto-Novo         | Fon: Ajache Ipo                              |
| Portugal                     | Koninkrijk Portugal           | Portugees: Portugal                          |
| Potiskum                     | Emiraat Potiskum              | Ngizim: Potiskum                             |
| Pruisen                      | Koninkrijk Pruisen            | Duits: Preußen                               |

### R
| Korte landsnaam (Nederlands) | Lange landsnaam (Nederlands)                                     | Korte landsnaam (oorspronkelijke taal/talen) |
| ---------------------------- | ---------------------------------------------------------------- | -------------------------------------------- |
| Raiatea                      | Koninkrijk Raiatea                                               | Tahitiaans: Ra'iatea                         |
| Rapa Iti                     | Rapa Iti (ook wel: Oparo)                                        | Rapan: Rapa Iti                              |
| Rarotonga                    | Koninkrijk Rarotonga                                             | Cookeilandmaori: Rarotonga                   |
| Reuss jongere linie          | Vorstendom Reuss jongere linie                                   | Duits: Reuß jüngere Linie                    |
| Reuss oudere linie           | Vorstendom Reuss oudere linie                                    | Duits: Reuß ältere Linie                     |
| Rewa (tot 8 mei)             | Koninkrijk Rewa                                                  |                                              |
| Rey Bouba                    | Sultanaat Rey Bouba                                              | Fula: Rey Bouba                              |
| Rimatara                     | Koninkrijk Rimatara                                              | Rimatara                                     |
| Rozwi                        | Rozwi (ook wel: Lozwi / Changamire / Botwa / Ukalanga / Karanga) | Kalanga: Rozvi                               |
| Rujumbura                    | Koninkrijk Rujumbura                                             | Rujumbura                                    |
| Rukiga                       | Koninkrijk Rukiga                                                | Rukiga: Rukiga                               |
| Rurutu                       | Koninkrijk Rurutu                                                | Rurutisch: Rurutu                            |
| Rusland                      | Keizerrijk Rusland (ook wel: Russische Rijk)                     | Russisch: Rossija / Россия                   |
| Rwanda                       | Koninkrijk Rwanda                                                | Kinyarwanda: Rwanda                          |

### S
| Korte landsnaam (Nederlands)                             | Lange landsnaam (Nederlands)                                                    | Korte landsnaam (oorspronkelijke taal/talen) |
| -------------------------------------------------------- | ------------------------------------------------------------------------------- | -------------------------------------------- |
| Saksen                                                   | Koninkrijk Saksen                                                               | Duits: Sachsen                               |
| Saksen-Altenburg                                         | Hertogdom Saksen-Altenburg                                                      | Duits: Sachsen-Altenburg                     |
| Saksen-Coburg en Gotha                                   | Hertogdom Saksen-Coburg en Gotha                                                | Duits: Sachsen-Coburg und Gotha              |
| Saksen-Weimar-Eisenach                                   | Groothertogdom Saksen-Weimar-Eisenach                                           | Duits: Sachsen-Weimar-Eisenach               |
| Saksen-Meiningen                                         | Hertogdom Saksen-Meiningen (ook wel: Hertogdom Saksen-Meiningen-Hildburghausen) | Duits: Sachsen-Meiningen                     |
| Saloum                                                   | Koninkrijk Saloum                                                               | Serer: Saluum                                |
| (tot 28 april) Salvador (28 april tot juni) (vanaf juni) | Republiek Salvador                                                              | Spaans: Salvador                             |
| Samoa                                                    | Koninkrijk Samoa                                                                | Samoaans: Samoa                              |
| San Marino                                               | Republiek San Marino                                                            | Italiaans: San Marino                        |
| Sankul                                                   | Sjeikdom Sankul                                                                 | Sankul                                       |
| Sarawak                                                  | Koninkrijk Sarawak                                                              | Iban: Sarawak                                |
| Schaumburg-Lippe                                         | Vorstendom Schaumburg-Lippe                                                     | Duits: Schaumburg-Lippe                      |
| Schwarzburg-Rudolstadt                                   | Vorstendom Schwarzburg-Rudolstadt                                               | Duits: Schwarzburg-Rudolstadt                |
| Schwarzburg-Sondershausen                                | Vorstendom Schwarzburg-Sondershausen                                            | Duits: Schwarzburg-Sondershausen             |
| Selangor                                                 | Sultanaat Selangor Darul Ehsan                                                  | Maleis: Selangor / سلاڠور                    |
| Sheka                                                    | Sheka                                                                           | Sheka                                        |
| Siam                                                     | Koninkrijk Siam                                                                 | Thai: Mueang Thai / เมืองไทย                  |
| Sigave                                                   | Koninkrijk Sigave                                                               | Futunisch: Sigave                            |
| Sine                                                     | Koninkrijk Sine (ook wel: Sin)                                                  | Serer: Siin                                  |
| Sjeberghan                                               | Kanaat Sjeberghan (ook wel: Sheberghan / Shibarghan)                            | Perzisch: Shaburghān / شبرغان                |
| Sokoto                                                   | Kalifaat Sokoto                                                                 | Fula: Sokoto                                 |
| Spanje                                                   | Koninkrijk Spanje                                                               | Spaans: España                               |
| Sulu                                                     | Sultanaat Sulu Dar al-Islam                                                     | Arabisch: سولك Maleis: Sulu Tausug: Sūg      |
| Swaziland                                                | Koninkrijk Swaziland                                                            | Swazi: Swaziland                             |

### T
| Korte landsnaam (Nederlands) | Lange landsnaam (Nederlands)                                                           | Korte landsnaam (oorspronkelijke taal/talen) |
| ---------------------------- | -------------------------------------------------------------------------------------- | -------------------------------------------- |
| Tadjourah                    | Sultanaat Tadjourah                                                                    | Afar: Tagórri                                |
| Tagant                       | Emiraat Tagant                                                                         | Arabisch: Tagant / ولاية تكانت               |
| Tawaeli                      | Tawaeli                                                                                | Kaili:                                       |
| Tawana                       | Tawana (ook wel: Batawana / Ngamiland)                                                 | Tswana: baTawana                             |
| Tekke                        | Confederatie van de Tekke (ook wel: Teke)                                              | Turkmeens: Teke                              |
| Tekna                        | Tekna-confederatie                                                                     | Hassaniya: Tashelhiyt:                       |
| Tippo Tip                    | Staat van Tippo Tip (ook wel: Tippu Tip / Sultanaat Utetera)                           | Arabisch: Swahili:                           |
| Tonga                        | Tonga                                                                                  | Tongaans: Tuʻi Tonga                         |
| Toro                         | Koninkrijk Toro                                                                        | Tooro: Tooro                                 |
| Toucouleur                   | Rijk van de Toucouleur (ook wel: Kalifaat Tidjaniya / Ségou-Toucouleur / Segu Tukulor) | Fula:                                        |
| Transvaal                    | Zuid-Afrikaansche Republiek                                                            | Nederlands: Zuid-Afrikaansche Republiek      |
| Trarza                       | Emiraat Trarza                                                                         | Arabisch: Trarza / ولاية الترارزة            |
| Twipra                       | Koninkrijk Twipra (ook wel: Tippera)                                                   | Sanskriet: Tripura                           |

### U
| Korte landsnaam (Nederlands) | Lange landsnaam (Nederlands)                 | Korte landsnaam (oorspronkelijke taal/talen) |
| ---------------------------- | -------------------------------------------- | -------------------------------------------- |
| Ubani                        | Koninkrijk Ubani (ook wel: Koninkrijk Bonny) | Ibibio: Okolo-Ama                            |
| Unyanyembe                   | Koninkrijk Unyanyembe (ook wel: Unyamwezi)   | Nyamwezi: Unyanyembe                         |
| Uruguay                      | Staat ten oosten van de Uruguay              | Spaans: Uruguay                              |

### V
| Korte landsnaam (Nederlands)                 | Lange landsnaam (Nederlands)                          | Korte landsnaam (oorspronkelijke taal/talen) |
| -------------------------------------------- | ----------------------------------------------------- | -------------------------------------------- |
| Venezuela                                    | Verenigde Staten van Venezuela                        | Spaans: Venezuela                            |
| Verenigd Koninkrijk                          | Verenigd Koninkrijk van Groot-Brittannië en Ierland   | Engels: United Kingdom                       |
| (tot 4 juli) Verenigde Staten (vanaf 4 juli) | Verenigde Staten van Amerika                          | Engels: United States                        |
| Vietnam                                      | Vietnamese Rijk                                       | Vietnamees: Việt Nam / 越南                  |
| Viti (vanaf 8 mei)                           | Confederatie van Onafhankelijke Koninkrijken van Viti | Fijisch: Viti                                |
| Voungara                                     | Voungara-Zande Koninkrijk                             | Zande: Voungara                              |

### W
| Korte landsnaam (Nederlands) | Lange landsnaam (Nederlands)                     | Korte landsnaam (oorspronkelijke taal/talen)    |
| ---------------------------- | ------------------------------------------------ | ----------------------------------------------- |
| Walayta                      | Koninkrijk Walayta (ook wel: Welayta / Wolaitta) | Wolaytta: Walayta                               |
| Wallis                       | Koninkrijk Wallis (ook wel: Uvea)                | Wallisiaans: 'Uvea                              |
| Waldeck                      | Vorstendom Waldeck en Pyrmont                    | Duits: Waldeck                                  |
| Wanga                        | Koninkrijk Wanga                                 | Luhya: Wanga                                    |
| Warri                        | Koninkrijk Warri                                 | Itsekiri: Warri                                 |
| Warsangali                   | Sultanaat Warsangali (ook wel: Gerad)            | Arabisch: سلطنة الورسنجلي Somalisch: Warsangeli |
| Washili                      | Sultanaat Washili (ook wel: Oichili)             | Comorees: Washili                               |
| Waterboersland               | Waterboersland                                   | Nederlands: Waterboersland                      |
| Witu                         | Sultanaat Witu                                   | Swahili: Witu                                   |
| Wollo                        | Koninkrijk Wollo (ook wel: Wallo)                | Amhaars: Wollo / ወሎ                             |
| Wukari                       | Federatie van de Wukari                          | Jukun Takum: Wukari                             |
| Württemberg                  | Koninkrijk Württemberg                           | Duits: Württemberg                              |

### X
| Korte landsnaam (Nederlands) | Lange landsnaam (Nederlands)                    | Korte landsnaam (oorspronkelijke taal/talen) |
| ---------------------------- | ----------------------------------------------- | -------------------------------------------- |
| Xhieng Khuang                | Koninkrijk Xhieng Khuang (ook wel: Muang Phuan) | Laotiaans:                                   |
| Xiva                         | Kanaat Xiva (ook wel: Khiva)                    | Oezbeeks: Xiva / خیوه Perzisch: خیوه         |

### Y
| Korte landsnaam (Nederlands) | Lange landsnaam (Nederlands)                               | Korte landsnaam (oorspronkelijke taal/talen) |
| ---------------------------- | ---------------------------------------------------------- | -------------------------------------------- |
| Yeke                         | Koninkrijk Yeke (ook wel: Msiri / Garanganze / Garenganze) | Yeke: Yeke                                   |
| Yengar                       | Koninkrijk Yengar (ook wel: Koninkrijk Janjero)            | Sidamo: Yengar                               |

### Z
| Korte landsnaam (Nederlands) | Lange landsnaam (Nederlands)                   | Korte landsnaam (oorspronkelijke taal/talen)               |
| ---------------------------- | ---------------------------------------------- | ---------------------------------------------------------- |
| Zanzibar                     | Sultanaat Zanzibar                             | Swahili: Zanzibar                                          |
| Zweden-Noorwegen             | Verenigde Koninkrijken van Zweden en Noorwegen | Deens en Noors: Norge og Sverige Zweeds: Sverige och Norge |
| Zwitserland                  | Zwitserse Bondsstaat                           | Duits: Schweiz Frans: Suisse Italiaans: Svizzera           |

## Andere landen

### Unie tussen Zweden en Noorwegen
De Unie tussen Zweden en Noorwegen was een personele unie, waarbij de koning van Zweden tevens koning van Noorwegen was. Noorwegen had binnen deze unie een grote mate van autonomie.
| Korte landsnaam (Nederlands) | Officiële landsnaam (Nederlands) | Korte landsnaam (oorspronkelijke taal/talen) |
| ---------------------------- | -------------------------------- | -------------------------------------------- |
| Noorwegen                    | Koninkrijk Noorwegen             | Deens en Noors: Norge                        |
| Zweden                       | Koninkrijk Zweden                | Zweeds: Sverige                              |

### Informele Britse Aden-protectoraten
De Britten hadden in de 19e eeuw informele protectieverdragen gesloten met diverse staten in het zuiden van het Arabisch Schiereiland. Aan het eind van de 19e en begin 20e eeuw zouden er formele protectieverdragen worden gesloten en gingen deze staten op in het Protectoraat Aden. Hieronder zijn de staten vermeld die informele, maar geen formele verdragen met de Britten hadden.
| Korte landsnaam (Nederlands) | Officiële landsnaam (Nederlands)                    | Korte landsnaam (oorspronkelijke taal/talen) |
| ---------------------------- | --------------------------------------------------- | -------------------------------------------- |
| Alawi                        | Sjeikdom Alawi                                      | Arabisch: ʿAlawī / علوي                      |
| Aqrabi                       | Sjeikdom Aqrabi                                     | Arabisch: 'Aqrabi / عقربي                    |
| Dhala                        | Emiraat Dhala (ook wel: Dali / Dhali / Amiri)       | Arabisch: aḍ-Ḍāliʿ / الضالع                  |
| Fadhli                       | Sultanaat Fadhli                                    | Arabisch: Faḍlī / فضلي                       |
| Haushabi                     | Sultanaat Haushabi                                  | Arabisch: Al-Hawshabī / الحوشبي              |
| Lahej                        | Sultanaat Lahej (ook wel: Sultanaat Abdali / Lahij) | Arabisch: Laḥij / لحج                        |
| Neder-Aulaqi                 | Sultanaat Neder-Aulaqi                              | Arabisch: ʿAwlaqī al-Suflī / العوالق السفلى  |
| Neder-Yafa                   | Sultanaat Neder-Yafa                                | Arabisch: Yāfiʿ al-Suflā / يافع السفلى       |
| Subeihi                      | Sultanaat Subeihi                                   | Arabisch: aṣ-Ṣubayḥī / الصبيحي               |

### Landen binnen de grenzen van het Ottomaanse Rijk
In onderstaande lijst zijn staten opgenomen die lagen in het gebied dat officieel behoorde tot het Ottomaanse Rijk, maar waar het Ottomaanse Rijk geen zeggenschap had (d.w.z. het binnenland van het Arabisch Schiereiland). Enkele kleinere staten/stammen, zoals Mutayr, Hawra, Irqa en Madjm'a, zijn niet weergegeven. Unayzah (ook wel: Anizah / Anazah) en Buraidah werden bestuurd door Nadjd en zijn ook niet apart weergegeven.
| Korte landsnaam (Nederlands) | Lange landsnaam (Nederlands)                                                | Korte landsnaam (oorspronkelijke taal/talen)                                 |
| ---------------------------- | --------------------------------------------------------------------------- | ---------------------------------------------------------------------------- |
| Audhali                      | Sultanaat Audhali                                                           | Arabisch: al-ʿAwdhalī / العوذلي                                              |
| Bayda                        | Sultanaat Bayda (ook wel: Beda / Baidah)                                    | Arabisch: Al-Bayḍā / ٱلْبَيْضَاء                                                 |
| Beihan                       | Emiraat Beihan (ook wel: Bayhan)                                            | Arabisch: Bayḥān / بيحان                                                     |
| Hail                         | Emiraat Hail (ook wel: Emiraat Jebel Shammar / Emiraat Al Rashid)           | Arabisch: Ḥā'il / حائل                                                       |
| Kathiri                      | Kathiristaat Seiyun in Hadramaut (ook wel: Sultanaat Kathiri)               | Arabisch: al-Kathīrī / الكثيري                                               |
| Koeweit                      | Sjeikdom Koeweit                                                            | Arabisch: al-Kuwayt / الكويت                                                 |
| Mahra                        | Mahrasultanaat Qishn en Socotra (ook wel: Mahrasultanaat Ghayda en Socotra) | Arabisch: Salṭanat Mahrah fī Qishn wa Suquṭrah / سلطنة المهرة في قشن و سقطرة |
| Mukalla                      | Staat Mukalla                                                               | Arabisch: al-Mukallā / ٱلْمُكَلَّا                                                |
| Nadjd                        | Emiraat Nadjd (ook wel: Tweede Saoedische Staat)                            | Arabisch: Naǧd / نجد                                                         |
| Neder-Asir                   | Sjeikdom Neder-Asir (ook wel: Sjeikdom Asir)                                | Arabisch:                                                                    |
| Opper-Asir                   | Sjeikdom Opper-Asir                                                         | Arabisch:                                                                    |
| Opper-Aulaqi (sjeikdom)      | Sjeikdom Opper-Aulaqi                                                       | Arabisch: Mashyakhat al-ʿAwālaq al-ʿUlyā / مشيخة العوالق العليا              |
| Opper-Aulaqi (sultanaat)     | Sultanaat Opper-Aulaqi                                                      | Arabisch: Salṭanat al-ʿAwālaq al-ʿUlyā / سلطنة العوالق العليا                |
| Opper-Yafa                   | Staat Opper-Yafa (ook wel: Sultanaat Opper-Yafa)                            | Arabisch: Yāfiʿ al-ʿUlyā / يافع العليا                                       |
| Qu'aiti                      | Qu'aitistaat in Hadramaut                                                   | Arabisch: al-Quʿayṭī / القعيطي                                               |
| Qasimiden                    | Imamaat van de Qasimiden (Imamaat Jemen / Imamaat van de Zaidieten)         | Arabisch:                                                                    |
| Shaib                        | Sjeikdom Shaib                                                              | Arabisch: Shuʿayb / شعيب                                                     |
| Shihr                        | Staat Shihr                                                                 | Arabisch: Ash Shihr / الشحر                                                  |
| Wahidi Azzan                 | Sultanaat Wahidi Azzan                                                      | Arabisch:                                                                    |
| Wahidi Balhaf                | Sultanaat Wahidi Balhaf                                                     | Arabisch: Wāḥidī Bālḥāf / واحدي بالحاف                                       |
| Wahidi Bir Ali               | Wahidi Wilayah Bir Ali                                                      | Arabisch: Wāḥidī Bīr ʿAlī / واحدي بير علي                                    |
| Wahidi Haban                 | Sultanaat Wahidi Haban (ook wel: Wahidi Habban)                             | Arabisch: Wāḥidī Ḥabbān / واحدي حبان                                         |

### Balinese koninkrijken
Het Koninkrijk Bali bestond uit diverse zelfstandige koninkrijken, waarbij de koning van Klungkung fungeerde als een primus inter pares. Ubud was een vazal van Gianyar en is niet apart weergegeven.
| Korte landsnaam (Nederlands) | Status               | Korte landsnaam (oorspronkelijke taal/talen) |
| ---------------------------- | -------------------- | -------------------------------------------- |
| Badung                       | Koninkrijk Badung    | Balinees: Badung                             |
| Bangli                       | Koninkrijk Bangli    | Balinees: Bangli                             |
| Gianyar                      | Koninkrijk Gianyar   | Balinees: Gianyar                            |
| Kesiman                      | Koninkrijk Kesiman   | Balinees: Kesiman                            |
| Klungkung                    | Koninkrijk Klungkung | Balinees: Klungkung                          |
| Mengwi                       | Koninkrijk Mengwi    | Balinees: Mengwi                             |
| Pamecutan                    | Koninkrijk Pamecutan | Balinees: Pamecutan                          |
| Tabanan                      | Koninkrijk Tabanan   | Balinees: Tabanan                            |

### Niet algemeen erkende landen
In onderstaande lijst zijn landen opgenomen die internationaal niet erkend werden, maar de facto wel onafhankelijk waren en de onafhankelijkheid hadden uitgeroepen.
| Korte landsnaam (Nederlands)                                     | Lange landsnaam (Nederlands)       | Korte landsnaam (oorspronkelijke taal/talen) |
| ---------------------------------------------------------------- | ---------------------------------- | -------------------------------------------- |
| Bali                                                             | Koninkrijk Bali                    | Balinees: Bali                               |
| Chan Santa Cruz                                                  | Chan Santa Cruz                    | Yucateeks Maya: Chan Santa Cruz              |
| (tot 4 maart) Confederatie (tot 10 mei) (van 4 maart tot 10 mei) | Geconfedereerde Staten van Amerika | Engels: Confederacy                          |
| Dominicaanse Republiek (tot 16 augustus)                         | Dominicaanse Republiek             | Spaans: Republica Dominicana                 |
| Redonda (vanaf juni)                                             | Koninkrijk Redonda                 | Engels: Redonda                              |
| Servië                                                           | Vorstendom Servië                  | Servisch: Srbija / Србија                    |

## Niet-onafhankelijke gebieden
Hieronder staat een lijst van afhankelijke gebieden.

### Afghaanse niet-onafhankelijke gebieden
Het semi-autonome Badachsjan is niet apart weergegeven. Wachan en Shighnan, die schatplichtig waren aan Badachsjan, zijn ook niet apart weergegeven.
| Korte landsnaam (Nederlands) | Status                            | Korte landsnaam (oorspronkelijke taal/talen) |
| ---------------------------- | --------------------------------- | -------------------------------------------- |
| Andkhoy                      | Kanaat Andkhoy (ook wel: Andkhui) | Perzisch: اندخوی                             |

### Amerikaanse niet-onafhankelijke gebieden
De hieronder opgenomen gebieden waren unorganized unincorporated territories, wat wil zeggen dat het afhankelijke gebieden waren van de Verenigde Staten zonder zelfbestuur. Arizona, Colorado, Dakota, Idaho, Montana, Nebraska, New Mexico, Utah en Washington waren als organized incorporated territories een integraal onderdeel van de VS en zijn derhalve niet in onderstaande lijst opgenomen. Het Indianenterritorium en de Neutral Strip waren als unorganized incorporated territories eveneens een integraal onderdeel van de VS.
Diverse eilandgebieden werden door de Verenigde Staten geclaimd als unorganized unincorporated territories, maar werden door andere landen bestuurd. Canton werd geclaimd door het Verenigd Koninkrijk. De atollen Palmyra en Johnston stonden onder het bestuur van de Republiek Hawaï.
| Korte landsnaam (Nederlands)                      | Status                               | Korte landsnaam (oorspronkelijke taal/talen) |
| ------------------------------------------------- | ------------------------------------ | -------------------------------------------- |
| (tot 4 juli) Arthur (vanaf 4 juli)                | Unorganized unincorporated territory | Engels: Arthur Island                        |
| (tot 4 juli) Atafu (vanaf 4 juli)                 | Unorganized unincorporated territory | Engels: Atafu / Duke of York Group           |
| (tot 4 juli) Baker (vanaf 4 juli)                 | Unorganized unincorporated territory | Engels: Baker Island                         |
| (tot 4 juli) Birnie (vanaf 4 juli)                | Unorganized unincorporated territory | Engels: Birnie Island                        |
| (tot 4 juli) Bowditch (vanaf 4 juli)              | Unorganized unincorporated territory | Engels: Bowditch Island                      |
| (tot 4 juli) Caroline (vanaf 4 juli)              | Unorganized unincorporated territory | Engels: Caroline Island                      |
| (tot 4 juli) Danger (vanaf 4 juli)                | Unorganized unincorporated territory | Engels: Danger Reef                          |
| (tot 4 juli) Enderbury (vanaf 4 juli)             | Unorganized unincorporated territory | Engels: Enderbury Island                     |
| (tot 4 juli) Fanning (vanaf 4 juli)               | Unorganized unincorporated territory | Engels: Fanning Island                       |
| (tot 4 juli) Flint (vanaf 4 juli)                 | Unorganized unincorporated territory | Engels: Flint Island                         |
| (tot 4 juli) French Frigate Shoals (vanaf 4 juli) | Unorganized unincorporated territory | Engels: French Frigate Shoals                |
| (tot 4 juli) Funafuti (vanaf 4 juli)              | Unorganized unincorporated territory | Engels: Funafuti                             |
| (tot 4 juli) Gardner (vanaf 4 juli)               | Unorganized unincorporated territory | Engels: Gardner Island                       |
| (tot 4 juli) Howland (vanaf 4 juli)               | Unorganized unincorporated territory | Engels: Howland Island                       |
| (tot 4 juli) Humphrey (vanaf 4 juli)              | Unorganized unincorporated territory | Engels: Humphrey Island                      |
| (tot 4 juli) Jarvis (vanaf 4 juli)                | Unorganized unincorporated territory | Engels: Jarvis Island                        |
| (tot 4 juli) Kersteiland (vanaf 4 juli)           | Unorganized unincorporated territory | Engels: Christmas Island                     |
| (tot 4 juli) Malden (vanaf 4 juli)                | Unorganized unincorporated territory | Engels: Malden Island                        |
| (tot 4 juli) Marcus (vanaf 4 juli)                | Unorganized unincorporated territory | Engels: Marcus Island                        |
| (tot 4 juli) Navassa (vanaf 4 juli)               | Unorganized unincorporated territory | Engels: Navassa Island                       |
| (tot 4 juli) Niulakita (vanaf 4 juli)             | Unorganized unincorporated territory | Engels: Niulakita                            |
| (tot 4 juli) Nukufetau (vanaf 4 juli)             | Unorganized unincorporated territory | Engels: Nukufetau                            |
| (tot 4 juli) Nukulaelae (vanaf 4 juli)            | Unorganized unincorporated territory | Engels: Nukulaelae                           |
| (tot 4 juli) Nukunonu (vanaf 4 juli)              | Unorganized unincorporated territory | Engels: Nukunonu / Duke of Clarence Island   |
| (tot 4 juli) Penrhyn (vanaf 4 juli)               | Unorganized unincorporated territory | Engels: Penrhyn                              |
| (tot 4 juli) Phoenix (vanaf 4 juli)               | Unorganized unincorporated territory | Engels: Phoenix Island                       |
| (tot 4 juli) Prospect (vanaf 4 juli)              | Unorganized unincorporated territory | Engels: Prospect Island                      |
| (tot 4 juli) Pukapuka (vanaf 4 juli)              | Unorganized unincorporated territory | Engels: Pukapuka                             |
| (tot 4 juli) Rakahanga (vanaf 4 juli)             | Unorganized unincorporated territory | Engels: Rakahanga                            |
| (tot 4 juli) Roncador (vanaf 4 juli)              | Unorganized unincorporated territory | Engels: Roncador Bank                        |
| (tot 4 juli) Serrana (vanaf 4 juli)               | Unorganized unincorporated territory | Engels: Serrana Bank                         |
| (tot 4 juli) Serranilla (vanaf 4 juli)            | Unorganized unincorporated territory | Engels: Serranilla Bank                      |
| (tot 4 juli) Starbuck (vanaf 4 juli)              | Unorganized unincorporated territory | Engels: Starbuck Island                      |
| (tot 4 juli) Swains (vanaf 4 juli)                | Unorganized unincorporated territory | Engels: Swains Island                        |
| (tot 4 juli) Swaneilanden (vanaf 4 juli)          | Unorganized unincorporated territory | Engels: Swan Islands                         |
| (tot 4 juli) Sydney (vanaf 4 juli)                | Unorganized unincorporated territory | Engels: Sydney Island                        |
| (tot 4 juli) Vostok (vanaf 4 juli)                | Unorganized unincorporated territory | Engels: Vostok Island                        |

### Niet-onafhankelijke gebieden van Ashanti
| Korte landsnaam (Nederlands) | Status     | Korte landsnaam (oorspronkelijke taal/talen) |
| ---------------------------- | ---------- | -------------------------------------------- |
| Denkyira                     | Vazalstaat | Akan: Denkyira                               |

### Niet-onafhankelijke gebieden van Atjeh
| Korte landsnaam (Nederlands) | Status                        | Korte landsnaam (oorspronkelijke taal/talen) |
| ---------------------------- | ----------------------------- | -------------------------------------------- |
| Langkat                      | Vazalstaat: Sultanaat Langkat | Maleis: Langkat                              |
| Serdang (tot 1865)           | Vazalstaat: Sultanaat Serdang | Maleis: Serdang                              |

### Belgisch-Pruisische niet-onafhankelijke gebieden
| Korte landsnaam (Nederlands) | Status      | Korte landsnaam (oorspronkelijke taal/talen) |
| ---------------------------- | ----------- | -------------------------------------------- |
| Moresnet                     | Condominium | Duits en Frans: Moresnet                     |

### Britse niet-onafhankelijke gebieden
| Korte landsnaam (Nederlands)                   | Status                                                        | Korte landsnaam (oorspronkelijke taal/talen)         |
| ---------------------------------------------- | ------------------------------------------------------------- | ---------------------------------------------------- |
| Ascension                                      | Overzees bezit                                                | Engels: Ascension Island                             |
| Bahama's                                       | Kroonkolonie                                                  | Engels: Bahama Islands                               |
| Bahrein                                        | Protectoraat                                                  | Arabisch: al-Bahrayn / البحرين Engels: Bahrain       |
| Bermuda                                        | Kroonkolonie                                                  | Engels: Bermuda                                      |
| Bonin-eilanden                                 | Overzees bezit                                                | Engels: Bonin Islands                                |
| Brits-Columbia                                 | Kroonkolonie                                                  | Engels: British Columbia                             |
| Brits-Guyana                                   | Kroonkolonie                                                  | Engels: British Guiana                               |
| Brits-Indië                                    | Kroonkolonie                                                  | Engels: India                                        |
| Brits-Kaffrarië                                | Kolonie: Brits-Kaffrarië (ook wel: Koningin Adelheid)         | Engels: British Kaffraria / Queen Adelaide           |
| Britse Benedenwindse Eilanden                  | Kolonie                                                       | Engels: British Leeward Islands                      |
| Britse Bovenwindse Eilanden                    | Kolonie                                                       | Engels: British Windward Islands                     |
| Canada                                         | Kolonie: Provincie Canada                                     | Engels: Province of Canada                           |
| Ceylon                                         | Kroonkolonie                                                  | Engels: Ceylon                                       |
| Cocoseilanden                                  | Kroonkolonie                                                  | Engels: Cocos (Keeling) Islands                      |
| Falklandeilanden                               | Overzees bezit                                                | Engels: Falkland Islands                             |
| Fanning                                        | Overzees bezit                                                | Engels: Fanning Island                               |
| Gambia                                         | Kroonkolonie                                                  | Engels: Gambia                                       |
| Gibraltar                                      | Kroonkolonie                                                  | Engels: Gibraltar                                    |
| Golven van Biafra en Benin                     | Protectoraat                                                  | Engels: Bights of Biafra and Benin                   |
| Goudkust                                       | Kroonkolonie                                                  | Engels: Gold Coast                                   |
| Grahamland                                     | Overzees bezit                                                | Engels: Graham Land                                  |
| Helgoland                                      | Kolonie                                                       | Engels: Heligoland                                   |
| Hongkong                                       | Kroonkolonie                                                  | Engels: Hong Kong                                    |
| Jamaica                                        | Kroonkolonie                                                  | Engels: Jamaica                                      |
| Kaapkolonie                                    | Kroonkolonie                                                  | Afrikaans: Kaapkolonie Engels: Cape Colony           |
| Kuria Muria-eilanden                           | Overzees bezit                                                | Engels: Khuriya Muriya Islands                       |
| Labuan                                         | Kolonie                                                       | Engels: Labuan                                       |
| Lagos                                          | Kolonie                                                       | Engels: Lagos                                        |
| Malden                                         | Overzees bezit                                                | Engels: Malden Island                                |
| Malta                                          | Kroonkolonie                                                  | Engels: Malta                                        |
| Mary Ballcouts Eiland                          | Overzees bezit                                                | Engels: Mary Ballcout's Island                       |
| Mauritius                                      | Kroonkolonie                                                  | Engels: Mauritius                                    |
| Natal                                          | Kroonkolonie                                                  | Engels: Natal                                        |
| Nepal                                          | Protectoraat                                                  | Engels: Nepal Nepalees: Nepal / नेपाल                  |
| Newfoundland                                   | Kroonkolonie                                                  | Engels: Newfoundland                                 |
| Nieuw-Brunswijk                                | Kolonie                                                       | Engels: New Brunswick                                |
| Nieuw-Zeeland                                  | Kroonkolonie                                                  | Engels: New Zealand                                  |
| New South Wales                                | Kroonkolonie                                                  | Engels: New South Wales                              |
| Nieuwe Hebriden                                | Protectoraat                                                  | Engels: New Hebrides                                 |
| Noordwestelijk Territorium                     | Eigendom van de Hudson's Bay Company.                         | Engels: North-Western Territory                      |
| Nova Scotia                                    | Kolonie                                                       | Engels: Nova Scotia                                  |
| Pitcairneilanden                               | Protectoraat                                                  | Engels: Pitcairn Islands                             |
| Prins Edwardeiland                             | Kolonie                                                       | Engels: Prince Edward Island                         |
| Prins Edwardeilanden                           | Overzees bezit                                                | Engels: Prince Edward Islands                        |
| Queensland                                     | Kroonkolonie                                                  | Engels: Queensland                                   |
| Ross Dependency                                | Overzees bezit                                                | Engels: Ross Dependency                              |
| Rupertland                                     | Eigendom van de Hudson's Bay Company.                         | Engels: Rupert's Land                                |
| Shenge                                         | Protectoraat                                                  | Engels: Shenge                                       |
| Sierra Leone                                   | Kroonkolonie                                                  | Engels: Sierra Leone                                 |
| Sint-Helena                                    | Kroonkolonie                                                  | Engels: Saint Helena                                 |
| Tasmanië                                       | Kroonkolonie                                                  | Engels: Tasmania                                     |
| Trinidad                                       | Kolonie                                                       | Engels: Trinidad                                     |
| Tristan da Cunha                               | Kroonkolonie                                                  | Engels: Tristan da Cunha                             |
| Turks- en Caicoseilanden                       | Kolonie                                                       | Engels: Turks and Caicos Islands                     |
| (vanaf 22 december) Vancouvereiland            | Kroonkolonie                                                  | Engels: Vancouver Island                             |
| Verdragsstaten                                 | Protectoraat                                                  | Engels: Trucial States                               |
| Victoria (ook wel: Ambas Bay)                  | Kolonie                                                       | Engels: Victoria (Ambas Bay)                         |
| Victoria                                       | Kroonkolonie                                                  | Engels: Victoria                                     |
| Victorialand                                   | Overzees bezit                                                | Engels: Victoria Land                                |
| West-Australië                                 | Kroonkolonie                                                  | Engels: Western Australia                            |
| Zoeloekoninkrijk                               | Protectoraat: Koninkrijk van de Zoeloes (ook wel: Zoeloeland) | Engels: Zulu Kingdom Zoeloe: Wene wa Zulu            |
| Zuid-Australië                                 | Kroonkolonie                                                  | Engels: South Australia                              |
| Zuid-Georgië en de Zuidelijke Sandwicheilanden | Overzees bezit                                                | Engels: South Georgia and the South Sandwich Islands |
| Zuidelijke Orkneyeilanden                      | Overzees bezit                                                | Engels: South Orkney Islands                         |
| Zuidelijke Shetlandeilanden                    | Overzees bezit                                                | Engels: South Shetland Islands                       |

### Britse Kroonbezittingen
| Korte landsnaam (Nederlands) | Status           | Korte landsnaam (oorspronkelijke taal/talen)    |
| ---------------------------- | ---------------- | ----------------------------------------------- |
| Guernsey                     | Brits Kroonbezit | Engels: Guernsey Frans: Guernesey               |
| Jersey                       | Brits Kroonbezit | Engels en Frans: Jersey                         |
| Man                          | Brits Kroonbezit | Engels: Isle of Man Manx-Gaelisch: Ellan Vannin |

### Niet-onafhankelijke gebieden van Buchara
| Korte landsnaam (Nederlands) | Status                         | Korte landsnaam (oorspronkelijke taal/talen) |
| ---------------------------- | ------------------------------ | -------------------------------------------- |
| Kokand                       | Vazalstaat: Khanaat van Kokand | Perzisch: خوقند Russisch: Коканд             |

### Chinese niet-onafhankelijke gebieden
| Korte landsnaam (Nederlands) | Status                              | Korte landsnaam (oorspronkelijke taal/talen) |
| ---------------------------- | ----------------------------------- | -------------------------------------------- |
| Hunza                        | Vazalstaat: Hunza (ook wel: Kanjut) | Urdu: Hunza / ہنزہ                           |
| Lanfang                      | Vazalstaat: Republiek Lanfang       | Mandarijn: Lánfāng Gònghéguó / 蘭芳共和國    |
| Tibet                        | Vazalstaat                          | Tibetaans: Bod / བོད་                         |

### Niet-onafhankelijke gebieden van Chitral
Onderstaande gebieden waren schatplichtig aan Chitral, maar waren grotendeels autonoom.
| Korte landsnaam (Nederlands) | Status                                        | Korte landsnaam (oorspronkelijke taal/talen) |
| ---------------------------- | --------------------------------------------- | -------------------------------------------- |
| Dir                          | Kanaat Dir                                    | Pasjtoe: Urdu: دير                           |
| Jandol                       | Kanaat Jandol (ook wel: Jandul / Jandool)     | Pasjtoe:                                     |
| Kafiristan                   | Kafiristan                                    | Kafiri:                                      |
| Swat                         | Yousafzai Staat Swat (ook wel: Dera Yusufzai) | Pasjtoe: Swat / سوات                         |

### Deense niet-onafhankelijke gebieden
| Korte landsnaam (Nederlands) | Status             | Korte landsnaam (oorspronkelijke taal/talen) |
| ---------------------------- | ------------------ | -------------------------------------------- |
| Deens-Oost-Indië             | Kolonie            | Deens: Dansk Ostindien                       |
| Deens-West-Indië             | Kolonie            | Deens: Dansk Vestindien                      |
| Groenland                    | Kolonie            | Deens: Grønland                              |
| IJsland                      | Afhankelijk gebied | Deens: Ísland                                |

### Ethiopische niet-onafhankelijke gebieden
| Korte landsnaam (Nederlands) | Status                                       | Korte landsnaam (oorspronkelijke taal/talen) |
| ---------------------------- | -------------------------------------------- | -------------------------------------------- |
| Shewa                        | Vazalstaat: Koninkrijk Shewa (ook wel: Shua) | Amhaars: ሸዋ                                  |

### Franse niet-onafhankelijke gebieden
| Korte landsnaam (Nederlands)   | Status                                     | Korte landsnaam (oorspronkelijke taal/talen) |
| ------------------------------ | ------------------------------------------ | -------------------------------------------- |
| Adélieland                     | Overzees bezit                             | Frans: Terre Adélie                          |
| Cambodja                       | Protectoraat: Koninkrijk Cambodja          | Frans: Cambodge                              |
| Cochin-China                   | Kolonie                                    | Frans: Cochinchine Vietnamees: Nam Kỳ        |
| Crozeteilanden                 | Overzees bezit                             | Frans: Îles Crozet                           |
| Frans-Guyana                   | Kolonie                                    | Frans: Guyane                                |
| Frans-Indië                    | Kolonie                                    | Frans: Établissements français de l'Inde     |
| Frans-Oceanië                  | Kolonie                                    | Frans: Établissements de l'Océanie           |
| Guadeloupe                     | Kolonie                                    | Frans: Guadeloupe                            |
| Ivoorkust-Gabon                | Kolonie                                    | Frans: Côte d'Ivoire-Gabon                   |
| Kerguelen                      | Overzees bezit                             | Frans: Îles Kerguelen                        |
| Mangareva                      | Protectoraat                               | Frans: Mangareva                             |
| Martinique                     | Kolonie                                    | Frans: Martinique                            |
| (tot 1865) Mexico (vanaf 1865) | Vazalstaat: (Tweede) Mexicaanse Keizerrijk | Spaans: México                               |
| Nieuw-Caledonië                | Kolonie                                    | Frans: Nouvelle-Calédonie                    |
| Obock                          | Territorium                                | Frans: Obock                                 |
| Porto-Novo (tot 2 januari)     | Protectoraat: Koninkrijk Porto-Novo        | Frans: Porto-Novo                            |
| Réunion                        | Kolonie                                    | Frans: Réunion                               |
| Rivieren van het Zuiden        | Nederzetting                               | Frans: Riviéres du Sud                       |
| Sainte-Marie van Madagaskar    | Kolonie                                    | Sainte-Marie de Madagaskar                   |
| Saint-Paul en Amsterdam        | Overzees bezit                             | Frans: Saint-Paul-et-Amsterdam               |
| Saint-Pierre en Miquelon       | Kolonie                                    | Frans: Saint-Pierre-et-Miquelon              |
| Senegal                        | Kolonie                                    | Frans: Senegal                               |
| Tahiti                         | Protectoraat: Koninkrijk Tahiti            | Frans: Tahiti Tahitiaans: Otaheiti           |
| Tahuata                        | Protectoraat: Koninkrijk Tahuata           | Frans: Tahuata                               |

### Niet-onafhankelijke gebieden van Ibadan
De Ekiti-koninkrijken waren onder andere Ado-Ekiti, Akure, Aramoko-Ekiti, Awo-Ekiti, Ikere en Ise-Ekiti. Deze stadstaten zijn niet apart weergegeven.
| Korte landsnaam (Nederlands) | Status      | Korte landsnaam (oorspronkelijke taal/talen) |
| ---------------------------- | ----------- | -------------------------------------------- |
| Ekiti-koninkrijken           | Vazalstaten | Yoruba:                                      |

### Japanse niet-onafhankelijke gebieden
| Korte landsnaam (Nederlands) | Status                        | Korte landsnaam (oorspronkelijke taal/talen)                    |
| ---------------------------- | ----------------------------- | --------------------------------------------------------------- |
| Riukiu                       | Vazalstaat: Koninkrijk Riukiu | Japans: Ryūkyū Ōkoku / 琉球王国 Riukiuaans: Rūchū-kuku / 琉球國 |

### Niet-onafhankelijke gebieden van Johor
| Korte landsnaam (Nederlands) | Status     | Korte landsnaam (oorspronkelijke taal/talen) |
| ---------------------------- | ---------- | -------------------------------------------- |
| Muar                         | Vazalstaat | Maleis: Muar                                 |

### Nederlandse niet-onafhankelijke gebieden
De staten (vorstenlanden) van Nederlands-Indië die onder Nederlandse protectie stonden en soms een grote mate van autonomie hadden, zijn niet apart weergegeven. Voorbeelden hiervan zijn: Asahan, Bacan, Bima, Bone, Bulungan, Buton, Deli, Gowa, Gunung Tabur, Indragiri, Jambi, Kotawaringin, Kubu, Kutai Kartanegara, Larantuka, Lingga-Riau, Lombok, Luwu, Mataram, Mempawah, Pelalawan, Pontianak, Sambaliung, Sambas, Serdang, Siak, Siau, Simpang, Sintang, Tabukan, Tayan, Tidore en Wajoq. Ook niet hieronder weergegeven zijn het Hertogdom Limburg en het Groothertogdom Luxemburg die beide in personele unie met Nederland waren verbonden en onderdeel waren van de Duitse Bond.
| Korte landsnaam (Nederlands) | Status                     | Korte landsnaam (oorspronkelijke taal/talen)               |
| ---------------------------- | -------------------------- | ---------------------------------------------------------- |
| Curaçao                      | Kolonie                    | Nederlands: Curaçao en Onderhorigheden                     |
| Nederlands-Indië             | Kolonie                    | Nederlands: Nederlands-Indië                               |
| Nederlandse Goudkust         | Kolonie: Nederlands-Guinea | Nederlands: Nederlandsche Bezittingen ter Kuste van Guinea |
| Suriname                     | Kolonie                    | Nederlands: Suriname                                       |

### Oostenrijkse niet-onafhankelijke gebieden
| Korte landsnaam (Nederlands) | Status | Korte landsnaam (oorspronkelijke taal/talen)        |
| ---------------------------- | --- | --------------------------------------------------- |
| Holstein (vanaf 20 augustus) | Hertogdom Holstein, in personele unie met Oostenrijk verbonden                                              | Duits: Holstein                                     |
| Lombardije-Venetië           | In personele unie met Oostenrijk verbonden: Lombardisch-Venetiaans Koninkrijk (ook wel: Oostenrijks-Italië) | Duits: Lombardo-Venetien Italiaans: Lombardo-Veneto |

### Oostenrijks-Pruisische niet-onafhankelijke gebieden
| Korte landsnaam (Nederlands) | Status                                  | Korte landsnaam (oorspronkelijke taal/talen) |
| ---------------------------- | --------------------------------------- | -------------------------------------------- |
| Holstein (tot 20 augustus)   | Condominium: Hertogdom Holstein         | Duits: Holstein                              |
| Lauenburg (tot 20 augustus)  | Condominium: Hertogdom Saksen-Lauenburg | Duits: Lauenburg                             |
| Sleeswijk (tot 20 augustus)  | Condominium: Hertogdom Sleeswijk        | Duits: Schleswig                             |

### Ottomaanse niet-onafhankelijke gebieden
Egypte en Tunis waren onderdelen van het Ottomaanse Rijk, maar hadden een grote mate van autonomie.
| Korte landsnaam (Nederlands) | Status                                           | Korte landsnaam (oorspronkelijke taal/talen) |
| ---------------------------- | ------------------------------------------------ | -------------------------------------------- |
| Egypte                       | Eyalet Egypte                                    | Arabisch: Miṣr / مِصر Osmaans: Mısır / میصیر  |
| Najran                       | Vorstendom Najran                                | Arabisch: Najran / نجران                     |
| Roemenië                     | Vazalstaat: Verenigde Vorstendommen van Roemenië | Roemeens: România                            |
| Samos                        | Vazalstaat: Vorstendom Samos                     | Grieks: Sámos / Σάμος Osmaans:               |
| Taqali                       | Vazalstaat: Taqali                               | Taqali: Taqali                               |
| Tunis                        | Beylik Tunis                                     | Arabisch: Osmaans:                           |

### Perzische niet-onafhankelijke gebieden
| Korte landsnaam (Nederlands) | Status                                                   | Korte naam (oorspronkelijke taal/talen)                    |
| ---------------------------- | -------------------------------------------------------- | ---------------------------------------------------------- |
| Ardalan                      | Vazalstaat: Ardalan (ook wel: Erdalan)                   | Koerdisch: Perzisch: Ardalān / اردلان                      |
| Maku                         | Vazalstaat: Kanaat Maku                                  | Azerbeidzjaans: Maku Perzisch: Mākū / ماكو                 |
| Maragha                      | Vazalstaat: Kanaat Maragha (ook wel: Maraqeh / Maragheh) | Azerbeidzjaans: ماراغا Perzisch: Marāgheh / مراغه          |
| Urmia (tot 1865)             | Vazalstaat: Kanaat Urmia                                 | Azerbeidzjaans: Urmiya / اورمیه و Perzisch: Urmia / ارومیه |

### Portugese niet-onafhankelijke gebieden
| Korte landsnaam (Nederlands) | Status                       | Korte landsnaam (oorspronkelijke taal/talen) |
| ---------------------------- | ---------------------------- | -------------------------------------------- |
| Kaapverdië                   | Kolonie                      | Portugees: Cabo Verde                        |
| Kongo                        | Vazalstaat: Koninkrijk Kongo | Kikongo: Kongo Portugees: Congo              |
| Macau                        | Kolonie                      | Portugees: Macau                             |
| Portugees-Indië              | Kolonie                      | Portugees: Estado da Índia                   |
| Portugees-Oost-Afrika        | Kolonie                      | Portugees: África Oriental Portuguesa        |
| Portugees-Timor              | Kolonie                      | Portugees: Timor Português                   |
| Portugees-West-Afrika        | Kolonie                      | Portugees: África Ocidental Portuguesa       |
| Sao Tomé en Principe         | Kolonie                      | Portugees: Sao Tomé e Príncipe               |

### Pruisische niet-onafhankelijke gebieden
| Korte landsnaam (Nederlands)  | Status                                                              | Korte landsnaam (oorspronkelijke taal/talen) |
| ----------------------------- | ------------------------------------------------------------------- | -------------------------------------------- |
| Lauenburg (vanaf 20 augustus) | Hertogdom Saksen-Lauenburg, in personele unie met Pruisen verbonden | Duits: Lauenburg                             |
| Sleeswijk (vanaf 20 augustus) | Hertogdom Sleeswijk, in personele unie met Pruisen verbonden        | Duits: Schleswig                             |

### Russische niet-onafhankelijke gebieden
Åland maakte eigenlijk deel uit van Finland, dat weer in personele unie met Rusland was verbonden, maar Åland had sinds de Vrede van Parijs (1856) een internationaal erkende speciale status.
| Korte landsnaam (Nederlands) | Status                                                           | Korte landsnaam (oorspronkelijke taal/talen)           |
| ---------------------------- | ---------------------------------------------------------------- | ------------------------------------------------------ |
| Åland                        | Gebied met speciale status                                       | Zweeds: Åland                                          |
| Finland                      | Grootvorstendom Finland, in personele unie met Rusland verbonden | Fins: Suomi Russisch: Финляндия Zweeds: Finland        |
| Mehtuli                      | Kanaat Mehtuli (ook wel: Dzhengutai / Jengutay)                  | Koemuks: Mahtulu xanlıq Russisch: Мехтулинское ханство |
| Russisch-Amerika             | Kolonie                                                          | Russisch: Russkaya Amerika / Русская Америка           |
| Tabassaran                   | Vazalstaat: Vorstendom Tabassaran (ook wel: Tabasaran)           | Russisch: Tabassaraans: Табасаран                      |
| Tarki                        | Vazalstaat: Sjamchalaat Tarki                                    | Koemuks: Targhu / Таргъу Russisch: Тарки́               |

### Rwandese niet-onafhankelijke gebieden
| Korte landsnaam (Nederlands) | Status                                                        | Korte landsnaam (oorspronkelijke taal/talen) |
| ---------------------------- | ------------------------------------------------------------- | -------------------------------------------- |
| Buhoma                       | Vazalstaat: Koninkrijk Buhoma                                 | Kinyarwanda: Buhoma                          |
| Bukonja                      | Vazalstaat: Koninkrijk Bukonja                                | Kinyarwanda: Bukonja                         |
| Bukunzi                      | Vazalstaat: Koninkrijk Bukunzi (ook wel: Koninkrijk Mbirizi)  | Kinyarwanda: Bukunzi                         |
| Bushiru                      | Vazalstaat: Koninkrijk Bushiru                                | Kinyarwanda: Bushiru                         |
| Busozo                       | Vazalstaat: Koninkrijk Busozo                                 | Kinyarwanda: Busozo                          |
| Cyingogo                     | Vazalstaat: Koninkrijk Cyingogo (ook wel: Koninkrijk Kingogo) | Kinyarwanda: Cyingogo                        |
| Kibari                       | Vazalstaat: Koninkrijk Kibari                                 | Kinyarwanda: Kibari                          |
| Ruhengeri                    | Vazalstaat: Koninkrijk Ruhengeri                              | Kinyarwanda: Ruhengeri                       |

### Siamese niet-onafhankelijke gebieden
Het Koninkrijk Besut Darul Iman was een vazal van Terengganu en is niet apart weergegeven. De semi-autonome stadstaten van Lanna (Chiang Rai, Lampang, Lamphun, Mae Hong Son, Nan en Phrae) zijn ook niet apart vermeld. Patani was een confederatie bestaande uit 7 semi-autonome koninkrijken: Patani, Reman, Nongchik, Teluban (Saiburi), Legeh, Yaring (Jambu) en Yala (Jala). Deze koninkrijken zijn ook niet apart weergegeven.
| Korte landsnaam (Nederlands) | Status                                                                                    | Korte landsnaam (oorspronkelijke taal/talen) |
| ---------------------------- | ----------------------------------------------------------------------------------------- | -------------------------------------------- |
| Champasak                    | Vazalstaat: Koninkrijk Champasak                                                          | Laotiaans: Champasak / ຈຳປາສັກ Siamees:       |
| Kedah                        | Vazalstaat: Sultanaat Kedah Darul Aman                                                    | Maleis: Kedah / قدح Siamees: Syburi / ไทรบุรี  |
| Kelantan                     | Vazalstaat: Koninkrijk Kelantan Darul Naim                                                | Maleis: Kelantan / کلنتن Siamees: Kalantan   |
| Lanna                        | Vazalstaat: Land van een Miljoen Rijstvelden (Koninkrijk Lanna / Koninkrijk Chiangmai)    | Lanna en Siamees: อาณาจักรล้านนา               |
| Luang Prabang                | Vazalstaat: Land van een Miljoen Olifanten en de Witte Parasol (Koninkrijk Luang Prabang) | Laotiaans: Luang Phabang / ຫຼວງພະບາງ Siamees: |
| Patani                       | Vazalstaat: Koninkrijk Patani Darussalam                                                  | Maleis: Patani Siamees: Pattani / ปัตตานี      |
| Perak                        | Vazalstaat: Sultanaat Perak Darul Ridzuan                                                 | Maleis: Perak / ڤيراق Siamees:               |
| Perlis                       | Vazalstaat: Koninkrijk Perlis Indera Kayangan                                             | Maleis: Perlis Siamees: Palit / ปะลิส         |
| Setul                        | Vazalstaat: Koninkrijk Setul Mambang Segara                                               | Maleis: Setul Siamees: Satun / สตูล           |
| Terengganu                   | Vazalstaat: Sultanaat Terengganu Darul Iman                                               | Maleis: Tranung Siamees: Trangkanu / ตรังกานู  |

### Niet-onafhankelijke gebieden van Sokoto
| Korte landsnaam (Nederlands) | Status                                               | Korte landsnaam (oorspronkelijke taal/talen)            |
| ---------------------------- | ---------------------------------------------------- | ------------------------------------------------------- |
| Adamawa                      | Vazalstaat: Emiraat Adamawa                          | Fula: Lamorde Adamaawa / 𞤤𞤢𞤥𞤮𞤪𞤣𞤫 𞤢𞤣𞤢𞤥𞤢𞥄𞤱𞤢 Hausa: Adamawa |
| Agaie                        | Vazalstaat: Emiraat Agaie                            | Fula: Agaie                                             |
| Bauchi                       | Vazalstaat: Emiraat Bauchi                           | Fula: Bauchi                                            |
| Daura                        | Vazalstaat: Emiraat Daura                            | Hausa: Daura                                            |
| Dutse                        | Vazalstaat: Emiraat Dutse                            | Fula: Dutse                                             |
| Gobir                        | Vazalstaat: Emiraat Gobir                            | Hausa: Gobir                                            |
| Gombe                        | Vazalstaat: Emiraat Gombe                            | Fula: Gombe                                             |
| Gwandu                       | Vazalstaat: Emiraat Gwandu                           | Hausa: Gwandu                                           |
| Hadejia                      | Vazalstaat: Emiraat Hadejia                          | Hausa: Haɗejiya                                         |
| Ilorin                       | Vazalstaat: Emiraat Ilorin                           | Yoruba: Ilorin                                          |
| Jama'are                     | Vazalstaat: Emiraat Jama'are                         | Fula: Jama'are                                          |
| Jema'a                       | Vazalstaat: Emiraat Jema'an Darroro                  | Jema'a                                                  |
| Kano                         | Vazalstaat: Emiraat Kano                             | Hausa: Kano                                             |
| Katagum                      | Vazalstaat: Emiraat Katagum                          | Fula: Katagum                                           |
| Katsina                      | Vazalstaat: Emiraat Katsina                          | Hausa: Katsina                                          |
| Kazaure                      | Vazalstaat: Emiraat Kazaure                          | Fula: Kazaure                                           |
| Kebbi                        | Vazalstaat: Emiraat Kebbi (ook wel: Emiraat Argungu) | Hausa: Kebbi                                            |
| Keffi                        | Vazalstaat: Emiraat Keffi                            | Fula: Keffi                                             |
| Kontagora                    | Vazalstaat: Emiraat Kontagora                        | Fula: Kontagora                                         |
| Lafia                        | Vazalstaat: Lafia Beri-Beri                          | Kanuri: Lafia                                           |
| Lafiagi                      | Vazalstaat: Emiraat Lafiagi                          | Fula: Lafiagi                                           |
| Lapai                        | Vazalstaat: Emiraat Lapai                            | Fula: Lapai                                             |
| Liptako                      | Vazalstaat: Emiraat Liptako                          | Fula: Liptako                                           |
| Misau                        | Vazalstaat: Emiraat Misau                            | Hausa: Misau                                            |
| Muri                         | Vazalstaat: Emiraat Muri                             | Fula: Muri / 𞤥𞤵𞥅𞤪𞤭                                       |
| Nassarawa                    | Vazalstaat: Emiraat Nassarawa                        | Hausa: Nasarawa                                         |
| Nupe                         | Vazalstaat: Emiraat Nupe (ook wel: Emiraat Bida)     | Nupe:                                                   |
| Yauri                        | Vazalstaat: Emiraat Yauri (ook wel: Emiraat Yawuri)  | Hausa: Yauri                                            |
| Zamfara                      | Vazalstaat: Koninkrijk Zamfara                       | Hausa: Zamfara                                          |
| Zaria                        | Vazalstaat: Emiraat Zaria                            | Hausa: Zaria                                            |

### Spaanse niet-onafhankelijke gebieden
| Korte landsnaam (Nederlands) | Status                              | Korte landsnaam (oorspronkelijke taal/talen) |
| ---------------------------- | ----------------------------------- | --- |
| Cuba                         | Kolonie                             | Spaans: Cuba |
| Fernando Poo                 | Kolonie                             | Spaans: Fernando Pó |
| Ifni                         | Overzees bezit                      | Spaans: Ifni |
| Maguindanao                  | Protectoraat: Sultanaat Maguindanao | Arabisch: سلطنة ماجينداناو Filipijns en Iranun: Magindanao Maguindanao: Kasultanan nu Magindanaw / كاسولتانن نو ماڬينداناو Maleis: کسلطانن ماڬيندناو Spaans: Maguindánao |
| Puerto Rico                  | Kolonie                             | Spaans: Puerto Rico |
| Spaans-Oost-Indië            | Kolonie                             | Spaans: Indias Orientales Españolas |

### Toucouleurse niet-onafhankelijke gebieden
| Korte landsnaam (Nederlands) | Status                                           | Korte landsnaam (oorspronkelijke taal/talen) |
| ---------------------------- | ------------------------------------------------ | -------------------------------------------- |
| Kaarta                       | Vazalstaat: Koninkrijk Kaarta (ook wel: Ka'arta) | Bambara: Kaarta                              |

### Zanzibarese niet-onafhankelijke gebieden
| Korte landsnaam (Nederlands) | Status                         | Korte landsnaam (oorspronkelijke taal/talen) |
| ---------------------------- | ------------------------------ | -------------------------------------------- |
| Pate                         | Overzees bezit: Sultanaat Pate | Swahili: Pate                                |
| Pemba (tot circa 1865)       | Overzees bezit                 | Swahili: Pemba                               |

### Zweeds-Noorse niet-onafhankelijke gebieden
| Korte landsnaam (Nederlands) | Status                                    | Korte landsnaam (oorspronkelijke taal/talen) |
| ---------------------------- | ----------------------------------------- | -------------------------------------------- |
| Sankt Bartholomeus           | Overzeese bezitting van de Zweedse koning | Zweeds: Sankt Bartholomeus                   |